# Otomeria micrantha
Otomeria micrantha là một loài thực vật có hoa trong họ Thiến thảo. Loài này được K.Schum. mô tả khoa học đầu tiên năm 1896.